# 济时县
济时县，中华民国旧县名。
中国工农红军第四方面军在四川、陕西交界处创立的川陕苏区（川陕革命根据地）设济时县。1935年初由四川省江油县析置济时县，为纪念红军烈士甘济时，驻原江油县雁门街上土豪范成之房内（今江油市雁门镇税务所所在地）。同年3月，中国工农红军北上后撤销，济时县并入江油县。 